# Kara Hayward
Kara Hayward (Andover, 17 de novembro de 1998) é uma atriz norte-americana, mais conhecida por seu papel como Suzy Bishop no filme de 2012 Moonrise Kingdom, que lhe rendeu uma nomeação para o Young Artist Awards nomeação de Melhor Performance em um Longa-Metragem - Leading Jovem Atriz - líder em um filme.

## Vida Pessoal
Hayward nasceu e foi criada em Andover, Massachusetts. Ela atuou em seu primeiro jogo no acampamento de verão, Kaleidoscope. Ela foi a um casting aberto para Moonrise Kingdom e foi escolhida para o papel de Suzy Bishop. Foi o seu primeiro filme e ela tinha doze anos na época das filmagens. Ela tem sido um membro da Mensa desde a idade de nove anos.

## Aparições na Mídia
EUA Today publicou uma reportagem sobre Hayward e sua co-estrela de Moonrise Kingdom em 22 de maio de 2012.

## Filmografia
- 2012 = Moonrise Kingdom